# Alexandrows Seifenblasensatz
Alexandrows Seifenblasensatz ist ein mathematischer Satz aus der geometrischen Analysis, der eine Sphäre über die mittlere Krümmung charakterisiert. Der Satz wurde 1958 von Alexander Danilowitsch Alexandrow bewiesen. In seinem Beweis führte er die Methode der bewegenden Ebenen oder MMP-Methode (englisch Method of moving planes) ein, welche seither erfolgreich für viele weitere Resultate in der geometrischen Analysis und der Theorie der Partiellen Differentialgleichungen eingesetzt wurde.

## Aussage
Sei {\displaystyle \Omega \subset \mathbb {R} ^{n}} ein beschränktes Gebiet und {\displaystyle \Gamma =\partial \Omega } eine kompakte Hyperfläche der Klasse {\displaystyle C^{2}} mit einer konstanten mittleren Krümmung, dann ist {\displaystyle \Gamma } eine Sphäre (und somit {\displaystyle \Omega } eine Kugel).